# 上米歇尔巴克
上米歇尔巴克（法語：Michelbach-le-Haut，发音：[miʃəlbak lə o] 或 [miçəlbax lə o]；德语：Ober-Michelbach）是法国上莱茵省的一个市镇，属于米卢斯区（Mulhouse）圣路易县（Saint-Louis）。该市镇总面积7.38平方公里，2009年时的人口为500人。

## 人口
上米歇尔巴克人口变化图示